# Erstfeld
Erstfeld est une commune suisse du canton d'Uri.

## Géographie
Selon l'Office fédéral de la statistique, Erstfeld s'étend sur 59,12 km2. 

## Démographie
Selon l'Office fédéral de la statistique, Erstfeld possède 3 733 habitants en 2008. Sa densité de population atteint 63 habitants par km2.
Le graphique suivant résume l'évolution de la population d'Erstfeld entre 1850 et 2008 :

## Transports
- Ligne ferroviaire CFF Lucerne-Gothard-Bellinzone, à 61 km de Lucerne et à 109 km de Bellinzone.
- Erstfeld abrite la grande gare aux marchandises de la ligne du Saint-Gothard.
- Le portail nord du Tunnel de base du Saint-Gothard se situe à Erstfeld.
- Autoroute A2 Bâle-Chiasso, sortie 37 Ersteld.

## Culture et patrimoine

### Héraldique
| Blason | Blasonnement : D'azur à un cerf d'or sur une terrasse de sinople, portant un saint suaire entre les bois. |

### Monuments et curiosités
- Chapelle baroque dite Jagdmattkapelle, construite en 1637-38.